# Associazione Sportiva Roma (féminines)
Ne doit pas être confondu avec Associazione Sportiva Roma, l'équipe masculine
Maillots
Actualités
La section football féminin  de l'AS Roma est un club féminin de football professionnel italien basé dans la ville de Rome. Le club est fondé le 1er juillet 2018 en acquérant la licence de Res Roma, club fondé en 2005. L'équipe première dispute le championnat d'Italie féminin de football.
Elle remporte le championnat pour la première fois de son histoire en 2023.
Elle réalise le premier doublé de son histoire en 2024 en remportant la Serie A et la Coupe d’Italie.

## Histoire
Il existe à Rome quelques clubs féminins aux couleurs de l'AS Rome, comme la Società Sportiva Dilettantistica Roma Calcio Femminile (évoluant en Serie B lors de la saison 2018-2019), mais sans aucun lien avec l'AS Rome. 
À la suite de la directive de la fédération italienne (FICG) permettant aux clubs professionnels d'acquérir des clubs féminins, l'AS Rome crée le 1er juillet 2018 sa section féminine en reprenant la licence de Res Roma, un autre club romain, cela permet à l'AS Rome Women de participer dès sa création à la Serie A.
Le club obtient son premier trophée, la Coupe d'Italie, dès 2021, puis la Supercoupe l'année suivante.
Elle remporte le Scudetto en 2023 devant la Juventus qui avait remporté les cinq derniers trophées. 

## Palmarès
| Compétitions internationales                                                                    | Compétitions nationales |
| - Ligue des champions - Meilleure performance : Quart de finaliste en 2023                      | - Championnat d'Italie (2) - Champion : 2023, 2024 - Vice-champion : 2022 - Coupe d'Italie (2) - Vainqueur : 2021, 2024 - Finaliste : 2022, 2023 - Supercoupe d’Italie (2) - Vainqueur : 2022, 2024 - Finaliste : 2023 |
| Compétitions de jeunes                                                                          | |
| - Championnat d'Italie Primavera (4) - Champion : 2020, 2021, 2022, 2023 - Vice-champion : 2019 | |